# Wälder im Solling bei Lauenberg
Die Wälder im Solling bei Lauenberg sind ein Naturschutzgebiet in den niedersächsischen Gemeinden Dassel und Moringen sowie dem gemeindefreien Gebiet Solling im Landkreis Northeim.

## Allgemeines
Das Naturschutzgebiet mit dem Kennzeichen NSG BR 169 ist circa 322 Hektar groß. Es umfasst das gleichnamige FFH-Gebiet. Das 1975 ausgewiesene Naturschutzgebiet „Eichenhudewälder bei Lauenberg“ ging im neu ausgewiesenen Naturschutzgebiet auf. Außerdem ersetzte das Naturschutzgebiet im Geltungsbereich der Naturschutzverordnung das Landschaftsschutzgebiet „Solling“, von dem es ansonsten zu einem großen Teil umgeben ist. Das Gebiet steht seit dem 15. Oktober 2020 unter Naturschutz. Zuständige untere Naturschutzbehörde ist der Landkreis Northeim.

## Beschreibung
Das aus drei Teilflächen bestehende Naturschutzgebiet liegt im Nordosten des Sollings innerhalb des Naturparks Solling-Vogler. Es stellt überwiegend Eichenmischwälder unter Schutz, in die teilweise Buchenbestände eingebettet sind. Die Wälder sind wie die meisten Eichenwälder des Sollings menschlichen Ursprungs. Sie waren als Waldweide für das Vieh angelegt worden. In den Eichenmischwäldern des Naturschutzgebietes stocken teilweise 400 bis 600 Jahre alte Eichen als Relikte früherer Hutewaldnutzung. Stellenweise stocken Hainsimsen-Buchenwälder. Hier dominiert die Rotbuche. Dazu gesellen sich Traubeneiche, Hainbuche, Hängebirke, Eberesche und teilweise Esche und Bergahorn. In der Strauchschicht sind Brombeere, Faulbaum und Roter Holunder zu finden. In der Krautschicht siedeln beispielsweise Pillensegge, Drahtschmiele, Gewöhnlicher Dornfarn, Waldflattergras, Waldsauerklee, Weißliche Hainsimse und Schönes Widertonmoos.
In die südwestlich von Lauenberg liegenden Teilfläche ist mit der Wakenbornwiese ein unbewaldeter Bereich in die Wälder des Naturschutzgebietes eingebettet. Weitere Offenlandbereiche finden sich im Bereich der zwischen Lauenberg und Fredelsloh liegenden Teilfläche, hier befindet sich die Ochsenwiese zwischen dem Großen Ohrenberg und dem Birkenberg, sowie am Fuß des nach Westen zum Tal der Dieße abfallenden Birkenbergs. Wakenbornwiese und Ochsenwiese werden von naturnahen Quellbächen durchflossen. Diese werden stellenweise von feuchten Hochstaudenfluren unter anderem mit Echtem Mädesüß, Gewöhnlichem Gilbweiderich und Gewöhnlichem Blutweiderich sowie im Bereich der Wakenbornwiese teilweise von Gehölzen und im Bereich der Ochsenwiese von einem gut ausgeprägten Auwald mit Schwarzerle und Esche begleitet. In der Krautschicht des Auwaldes siedeln unter anderem Winkelsegge und Gegenblättriges Milzkraut. Die Wakenbornwiese ist als artenreiche Mähwiese unter anderem mit Wiesenlabkraut, Wiesenbärenklau, Scharfen Hahnenfuß, Kleinem Klee, Rotklee, Vogelwicke und Zaunwicke ausgebildet.
Das Naturschutzgebiet ist Lebensraum für Luchs und Wildkatze sowie verschiedene Fledermäuse, darunter das Große Mausohr. Das Gebiet beherbergt unter anderem Schwarzstorch, Rotmilan, Mäusebussard und die Spechtarten Schwarz-, Grau-, Mittel- und Kleinspecht, die hier in der mit Abstand höchsten Individuenzahl im Solling vorkommen. Weiterhin ist im Naturschutzgebiet der Feuersalamander heimisch.
Die Wälder mit ihrem hohen Alt- und Totholzanteil beherbergen zahlreiche holzbewohnende Käferarten. So sind im Naturschutzgebiet der Ameisenkäfer Euconnus pragensis, der Baummulmkäfer Euglenes oculatus, der Baumschwammkäfer Triphyllus bicolor, der Blatthornkäfer Osmoderma eremita (Eremit), die Bockkäfer Rhagium sycophanta (Eichen-Zangenbock) und Stictoleptura scutellata (Haarschildiger Halsbock), der Buntkäfer Tillus elongatus (Holzbuntkäfer) und Dermestoides sanguinicollis, die Düsterkäfer Abdera flexuosa, Phloiotrya rufipes und Melandrya caraboides, der Keulendüsterkäfer Tetratoma fungorum, der Mehlkäfer Tenebrio opacus, der Moderkäfer Enicmus testaceus, der Pflanzenkäfer Pseudocistela ceramboides, der Pilzkäfer Triplax rufipes, die Pochkäfer Hadrobregmus denticollis, Xyletinus pectinatus, Dorcatoma flavicornis und Dorcatoma robusta, der Rindenglanzkäfer Rhizophagus grandis (Flacher Rindenkäfer), der Rüsselkäfer Dryophthorus corticalis, die Schienenkäfer Microrhagus lepidus und Hylis olexai, die Schnellkäfer Ampedus erythrogonus, Ampedus nigerrimus, Procraerus tibialis, Hypoganus inunctus, Ampedus cardinalis, Ischnodes sanguinicollis (Bluthalsschnellkäfer) und Elater ferrugineus, der Schwielenkäfer Teredus cylindricus, der Schwarzkäfer Corticeus fasciatus, die Schröter Lucanus cervus (Hirschkäfer) und Sinodendron cylindricum (Kopfhornschröter), der Speckkäfer Megatoma undata, der Stutzkäfer Plegaderus dissectus, der Weichkäfer Malthodes crassicornis, der Werftkäfer Lymexylon navale (Schiffswerftkäfer) und der Zipfelkäfer Hypebaeus flavipes.
Das Naturschutzgebiet beherbergt unter anderem auch die Moose Breites Wassersackmoos, Etagenmoos, Gewöhnliches Igelhaubenmoos und Gewöhnliches Kratzmoos, die Flechten Graphis scripta (Schriftflechte) und Pertusaria pertusa (Gewöhnliche Porenflechte) sowie die Pilze Echter Pfifferling, Totentrompete, Eichen-Leberreischling, Gemeiner Klapperschwamm, Eichen-Feuerschwamm, Gemeiner Strubbelkopfröhrling und Gemeiner Mosaikschichtpilz.